# 清渓村
清渓村（きよたにむら）は、大阪府三島郡にあった村。現在の茨木市の北西端、佐保川の上流域および豊能郡豊能町大字高山にあたる。

## 地理
- 山岳：石堂ヶ岡
- 河川：佐保川

## 歴史
- 1889年（明治22年）4月1日 - 町村制の施行により、島下郡泉原村・佐保村・千提寺村・高山村の区域をもって発足。
- 1896年（明治29年）4月1日 - 所属郡が三島郡に変更。
- 1955年（昭和30年）4月3日 - 茨木市に編入。同日清渓村廃止。
- 1955年（昭和30年）4月15日 - 茨木市のうち旧村域の一部（大字高山）が豊能郡東能勢村（現・豊能町）に編入。